# TT336
La tombe thébaine TT 336 est située à Deir el-Médineh, dans la nécropole thébaine, sur la rive ouest du Nil, face à Louxor en Égypte.
C'est la sépulture de Néferrenpet, artisan du village de Deir el-Médineh durant les règnes de Ramsès II et Mérenptah.